# Аржано
Аржано (хорв. Aržano) — населений пункт у Хорватії, у Сплітсько-Далматинській жупанії у складі громади Циста-Прово.

## Населення
Населення за даними перепису 2011 року становило 478 осіб.
Динаміка чисельності населення поселення:

## Клімат
Середня річна температура становить 10,37 °C, середня максимальна – 24,12 °C, а середня мінімальна – -5,30 °C. Середня річна кількість опадів – 967 мм.
| Клімат поселення                              | Клімат поселення | Клімат поселення | Клімат поселення | Клімат поселення | Клімат поселення | Клімат поселення | Клімат поселення | Клімат поселення | Клімат поселення | Клімат поселення | Клімат поселення | Клімат поселення | Клімат поселення |
| Показник                                      | Січ.             | Лют.             | Бер.             | Квіт.            | Трав.            | Черв.            | Лип.             | Серп.            | Вер.             | Жовт.            | Лист.            | Груд.            |                  |
| Середній максимум, °C                         | 7,90             | 8,90             | 12,37            | 15,92            | 20,23            | 23,75            | 24,12            | 23,98            | 20,30            | 16,28            | 11,38            | 8,13             |                  |
| Середня температура, °C                       | 1,30             | 2,29             | 5,76             | 9,30             | 13,62            | 17,16            | 19,26            | 19,14            | 15,44            | 11,41            | 6,52             | 3,27             |                  |
| Середній мінімум, °C                          | −5,3             | −4,32            | −0,85            | 2,70             | 7,02             | 10,54            | 14,40            | 14,27            | 10,58            | 6,56             | 1,66             | −1,59            |                  |
| Норма опадів, мм                              | 79               | 71               | 73               | 81               | 65               | 67               | 45               | 58               | 83               | 110              | 128              | 107              |                  |
| Середньомісячна швидкість вітру, м/с          | 2.49             | 2.88             | 2.96             | 2.79             | 2.49             | 2.24             | 2.20             | 2.08             | 2.32             | 2.40             | 2.82             | 2.88             |                  |
| Середньомісячна сонячна радіація, кДж/м²·день | 5482             | 8139             | 11876            | 16103            | 19753            | 22435            | 24255            | 21391            | 15956            | 10443            | 5995             | 4663             |                  |
| --------------------------------------------- | ---------------- | ---------------- | ---------------- | ---------------- | ---------------- | ---------------- | ---------------- | ---------------- | ---------------- | ---------------- | ---------------- | ---------------- | ---------------- |
| Джерело:                                      |                  |                  |                  |                  |                  |                  |                  |                  |                  |                  |                  |                  |                  |